# 김애경
김애경(1950년 2월 12일~ )은 대한민국의 배우이다.
1969년 MBC 1기 공채 탤런트로 연예계에 정식 데뷔하였다. 젊은 시절, 스크린에서 주로 활약하였으며 30이 넘은 나이에 비로소 브라운관에서 활약하였다. 1990년 KBS1 일일연속극 <서울 뚝배기>에서 독특한 비음으로 "실례합니다~"라는 유행어로 일약 스타덤에 올랐다. 이후 드라마 전반에서 개성있는 조연으로 얼굴을 알렸다. 원조 브라운관의 신스틸러로 불린다.

## 학력
- 서울재동국민학교 (졸업)
- 중앙여자중학교 (졸업)
- 중앙여자고등학교 (졸업)
- 동덕여자대학교 국어국문학과 (중퇴)

## 연기 활동

### 드라마
- 1970년 MBC 일일연속극 《사랑과 슬픔의 강》
- 1970년 MBC 목요연속극 《석양의 나그네》
- 1971년 MBC 수사드라마 《수사반장》
- 1972년 MBC 자유무대 《향나무골》
- 1972년 MBC 일일연속극 《임꺽정》
- 1973년 MBC 화요연속극 《두만강》
- 1973년 MBC 화요연속극 《밤길》
- 1973년 MBC 반공드라마 《113 수사본부》
- 1974년 MBC 일일연속극 《민여사》
- 1975년 MBC 주간단막극 《제3교실》
- 1978년 MBC 일일연속사극 《정부인》
- 1978년 MBC 주말연속극 《바람은 불어도》
- 1978년 MBC 금요드라마 《막내 며느리》
- 1979년 MBC 주간단막극 《사랑의 계절》
- 1979년 MBC 주말연속극 《엄마, 아빠 좋아》
- 1980년 MBC 월화드라마 《백년손님》
- 1980년 MBC 청춘드라마 《청춘의 초상》
- 1981년 MBC 미니시리즈 《한강》
- 1981년 MBC 대하드라마 《제1공화국》 ... 이기붕 국회의장의 부인 박마리아 역
- 1981년 MBC 주말연속극 《야상곡》
- 1981년 MBC 일일연속극 《사랑합시다》
- 1983년 MBC 주말연속극 《아버지와 아들》
- 1984년 MBC 주간드라마 《두 형사》
- 1985년 MBC 농촌드라마 《전원일기》 ... 상곤의 아내 역
- 1985년 MBC 주말연속극 《남자의 계절》 ... 금다혜 역
- 1986년 MBC 일요아침드라마 《한지붕 세가족》 ... 혜정 역
- 1987년 MBC 주말연속극 《사랑과 야망》 ... 홍조 새어머니 역
- 1988년 KBS1 88올림픽특집극 《배비장전》
- 1988년 MBC 대하드라마 《조선왕조 오백년 - 한중록》 ... 정성왕후 역
- 1988년 MBC 미니시리즈 《모래성》 - 세희의 언니 역
- 1989년 KBS2 주말연속극 《사랑의 굴레》 ... 정숙의 친구 역
- 1990년 KBS1 일일연속극 《서울 뚝배기》 ... 윤 마담 역
- 1990년 MBC 주말연속극 《배반의 장미》
- 1990년 KBS2 드라마 《머슴아와 가이내》
- 1992년 KBS1 6.25특집극 《시간과 눈물》
- 1993년 KBS 설날특집드라마 《봉이전》
- 1993년 MBC 정치드라마 《제3공화국》 ... 박정희 소령의 동거녀 이현란 역
- 1993년 KBS1 전원드라마 《대추나무 사랑걸렸네》... 양국자 역
- 1993년 MBC 추석특집극 《달빛 고향》
- 1995년 KBS2 아침드라마 《길》
- 1995년 KBS2 미니시리즈 《갈채》
- 1996년 SBS 수목드라마 《형제의 강》 ... 언양댁 역
- 1997년 KBS2 주말연속극 《파랑새는 있다》
- 1998년 MBC 대하드라마 《대왕의 길》 ... 숙의 문씨 모 역
- 1998년 SBS 일일시트콤 《순풍산부인과》 ... 독고분녀 역 (특별출연)
- 1999년 KBS2 미니시리즈 《학교》
- 1999년 SBS 주말연속극 《파도》 ... 남수 모 역
- 1999년 KBS2 미니시리즈 《마법의 성》 ... 김 여사 역
- 2000년 MBC 주간연속극 《깁스가족》
- 2001년 MBC 미니시리즈 《반달곰 내 사랑》
- 2004년~2005년 MBC 일요아침드라마 《단팥빵》 ... 김애경 역 (특별출연)
- 2004년 KBS 주말연속극 《부모님 전상서》
- 2006년 SBS 아침드라마 《맨발의 사랑》 ... 김문자 역
- 2007년 MBC 일일시트콤 《거침없이 하이킥》 ... 장원장의 부인 영숙 역 (특별출연)
- 2008년 SBS 미니시리즈 《식객》 ... 조 여사 역
- 2010년 MBC 3.15특집극 《누나의 3월》
- 2015년 tvN 금토드라마 《하트 투 하트》 ... 황금심 역

### 영화
- 1969년 《울고 가는 외기러기》
- 1970년 《지하여자대학》
- 1974년 《깊은 사이》
- 1974년 《2박 3일》
- 1974년 《잊지 못할 모정》
- 1974년 《호랑이 아줌마》
- 1975년 《이중섭》
- 1975년 《빛은 어디에》
- 1975년 《특별수사본부 외팔이 김종원》
- 1975년 《사생결단》
- 1979년 《터질듯한 이 가슴을》
- 1980년 《남자 가정부》
- 1980년 《화려한 경험》
- 1981년 《F학점의 천재들》
- 1982년 《산딸기》
- 1982년 《애마부인》
- 1982년 《여자와 비》
- 1982년 《겨울 여자 2》
- 1982년 《갈채》
- 1982년 《요권괴권》
- 1983년 《비련》
- 1983년 《애마부인 2》 ... 엘레카 역
- 1983년 《대학신입생 오달자의 봄》
- 1983년 《인사대전》
- 1983년 《엑스》
- 1984년 《가고파》
- 1984년 《초대받은 성웅들》
- 1984년 《훔친 사과가 맛이 있다》 ... 백화 역
- 1984년 《지금 이대로가 좋아》
- 1985년 《밤의 열기 속으로》
- 1985년 《장사의 꿈》 ... 외교관 부인 역
- 1985년 《초야에 타는 강》
- 1986년 《가까이 더 가까이》
- 1986년 《서울 흐림 한때 비》
- 1986년 《오사까대부》
- 1987년 《불씨》
- 1987년 《변강쇠 2》 ... 마님 역
- 1987년 《위기의 여자》
- 1987년 《레테의 연가》
- 1987년 《삿뽀로 밤사냥》
- 1987년 《웅담부인》
- 1988년 《카멜레온의 시》 ... 나라 모 역
- 1988년 《그녀와의 마지막 춤을》
- 1988년 《멋장이 세상》 ... 러브마담 역
- 1988년 《변강쇠 3》 ... 퇴기 역
- 1988년 《욕》 ... 남원댁 역
- 1988년 《삼박골 보리밭》 ... 영동댁 역
- 1989년 《아제 아제 바라아제》 ... 순녀 모 역
- 1989년 《상처》
- 1989년 《여인파티》 ... 엄마 역
- 1989년 《오색의 전방》 ... 대모 역
- 1989년 《크라이막스 원》 ... 포장마차 여인 역
- 1990년 《잠자리에 들 시간》 ... 서산댁 역
- 1990년 《수탉》 ... 오씨 역
- 1990년 《남자 시장》
- 1990년 《그래 가끔 하늘을 보자》
- 1991년 《토끼를 태운 잠수함》 ... 미아 모 역
- 1991년 《유혹의 강》 ... 과부 역
- 1995년 《헤드폰을 벗어라》 ... 장 여사 역
- 1999년 《자귀모》 ... 지하철 아줌마(특별출연)
- 2002년 《몽정기》 ... 영어 선생 역
- 2002년 《보스 상륙 작전》 ... 하니룸싸롱 마담 역
- 2003년 《별》 ... 슈퍼 아줌마 역
- 2004년 《목포는 항구다》 ... 고 마담 역(특별출연)
- 2004년 《그녀를 모르면 간첩》 ... 오미자 역
- 2004년 《투가이즈》 ... 찜질방 아줌마 역(특별출연)
- 2005년 《초승달과 밤배》 ... 우 여사 역
- 2005년 《작업의 정석》 ... 박 여사 역
- 2007년 《못말리는 결혼》 ... 김 여사 역(특별출연)
- 2007년 《검은 땅의 소녀와》 ... 식당 주인 역
- 2018년 《임을 위한 행진곡》 ... 할머니 역(특별출연)

### 연극
- 《생일파티》
- 《우리집 식구는 아무도 못말려》
- 《욕망이란 이름의 전차》
- 《마피아》
- 《선인장꽃》

## 저서
- 2004년 《시고도 떫고도 더러운 사랑》 (중앙 M&B)

## 수상
- 1979년 제15회 동아연극상 《욕망이란 이름의 전차》
- 1980년 제6회 영희연극상
- 1991년 제27회 백상예술대상 인기상
- 1992년 KBS 연기대상 인기상 《형》